# Mads Hansen (football)
Mads Hansen, né le 28 juillet 2002 à Ikast au Danemark, est un footballeur danois qui évolue au poste d'ailier droit au SK Brann.

## Biographie

### FC Midtjylland
Né à Ikast au Danemark, Mads Hansen est formé par le FC Midtjylland. Après avoir terminé meilleur buteur de la Ligue U19, il signe son premier contrat professionnel le jour de ses 18 ans, le 28 juillet 2020, le liant au club jusqu'en 2025. Après une saison où il se fait remarquer en inscrivant 19 buts en 23 matchs avec les U19, il est nommé joueur de l'année U19 du FC Midtjylland.
Hansen est intégré à l'équipe première lors de l'été 2021. Il est lancé dans le monde professionnel par le nouvel entraîneur Bo Henriksen, lors d'une rencontre de tour préliminaire de Ligue des champions face au Celtic Glasgow,. Hansen joue son premier match dans le championnat danois quelques jours plus tard, contre le Viborg FF. Il entre en jeu à la place de Júnior Brumado et son équipe l'emporte par deux buts à zéro.

### FC Nordsjælland
Le 31 janvier 2022, dernier jour du mercato hivernal, Mads Hansen s'engage en faveur du FC Nordsjælland pour un contrat courant jusqu'en juin 2026. Il inscrit son premier but pour Nordsjælland le 7 mars 2022, lors d'une rencontre de championnat face à l'AGF Aarhus. Titulaire sur l'aile droite de l'attaque, il participe ainsi à la victoire de son équipe (2-3),.

### SK Brann
Le 18 janvier 2025, lors du mercato hivernal, Mads Hansen prend la direction de la Norvège pour sa première expérience à l'étranger. Il signe un contrat courant jusqu'en décembre 2028 avec le SK Brann.

### En sélection nationale
Mads Hansen est sélectionné à cinq reprises et inscrit trois buts avec l'équipe du Danemark des moins de 18 ans. Il marque dès son premier match, le 5 septembre 2019, face aux Pays-Bas (défaite 2-1 de son équipe), puis récidive contre les États-Unis quatre jours plus tard (victoire 4-1 du Danemark), et enfin lors de sa dernière apparition avec les U18, le 26 février 2020 contre l'Espagne où il officie également comme capitaine (défaite 2-1 contre les Espagnols).

## Palmarès
FC Midtjylland
- Championnat du Danemark
  - Champion : 2020

- Coupe du Danemark
  - Vainqueur : 2022

- Championnat du Danemark de football des moins de 19 ans
  - Champion : U19 Boys League 2018-2019

- Championnat du Danemark de football des moins de 19 ans
  - Champion : U19 Boys League 2020-2021

### Distinction
FC Midtjylland
- UEFA Youth League
  - Co-meilleur buteur de l'UEFA Youth League 2021-2022
- Championnat du Danemark de football des moins de 19 ans
  - Meilleur buteur de l'U19 Boys League 2019-2020 - 13 Buts